# کاریزیمبی
کاریزیمبی یک قله آتش فشانی غیر فعال در مرز بین رواندا و جمهوری دموکراتیک کنگو می‌باشد که به عنوان بلندترین نقطه کشور آفریقایی رواندا نیز شناخته می‌شود.